# Савка Остап Володимирович

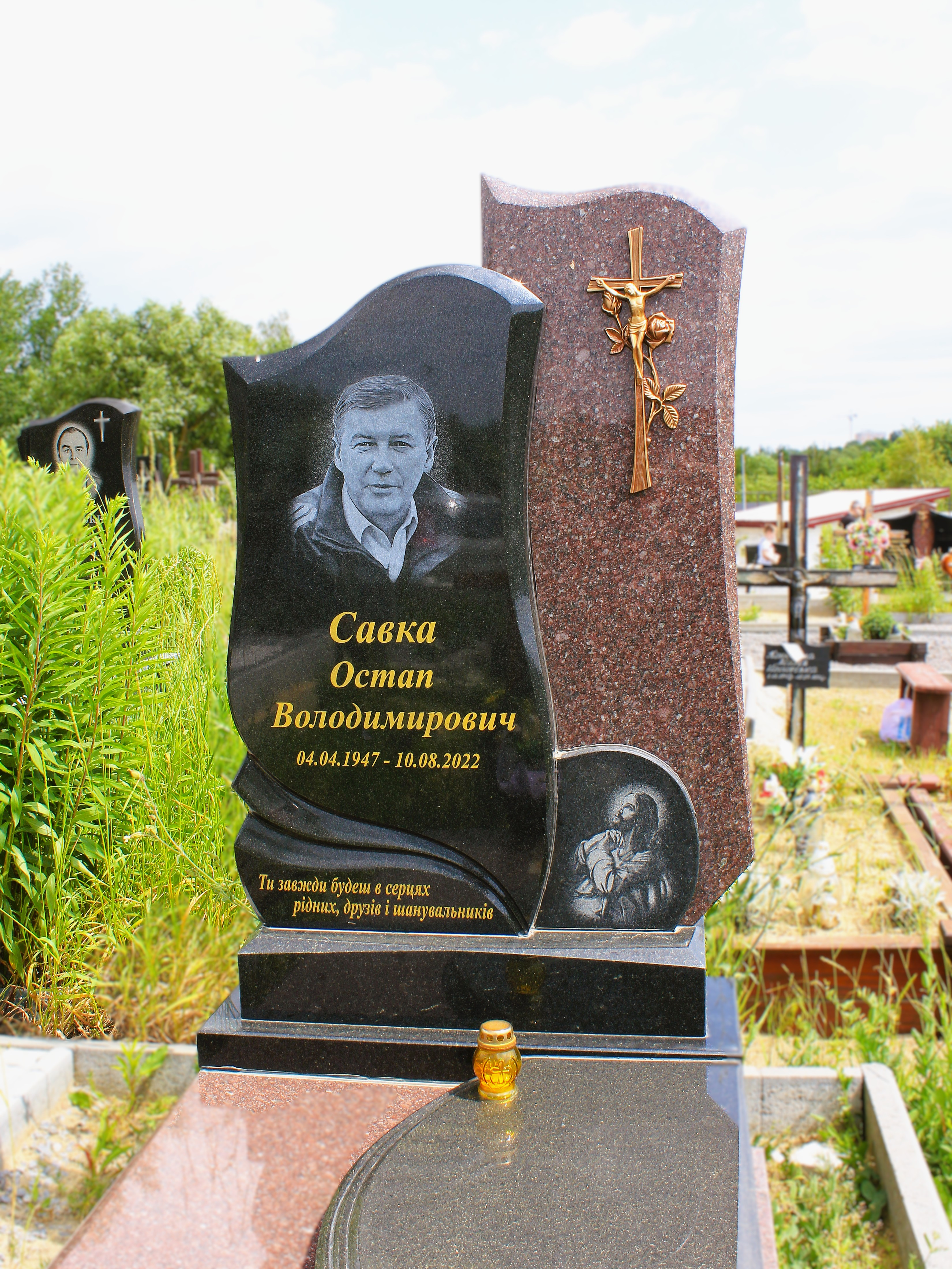
Надгробок Остапа Савки (1947–2022) — українського футболіста, гравця «Шахтаря» (Донецьк) і «Карпат» (Львів).

Остап Володимирович Савка (рос. Остап Владимирович Савка; 4 квітня 1947, Дрогобич, Львівщина — 10 серпня 2022) — радянський футболіст. Півзахисник, грав, зокрема за «Шахтар» (Донецьк) і «Карпати» (Львів). Майстер спорту СРСР (1968).

## Кар'єра
Починав грати в команді «Нафтовик» (Дрогобич).
Навчався у Львівському політехнічному інституті.
Упродовж 1967—1969 років провів 26 ігор у складі вищолігового «Шахтаря» (Донецьк), став півфіналістом Кубка СРСР 1968.
У 1970—1977 роках грав у львівських «Карпатах». Разом з командою вийшов до вищої ліги, став півфіналістом Кубка СРСР 1972, посів 4-е місце у вищій лізі сезону 1976 (і весна й осінь). Провів 194 матчі, забив 16 голів.
Виступав за «Кристал» (Херсон), «Колос» (Нікополь). Витривалий, наполегливий, фізично міцний. Уміло поєднував захисні та атакувальні функції, виконував великий обсяг роботи на полі.
Працював тренером СДЮШОР-4 (Львів).
Помер у Львові, похований на 36 полі Голосківського цвинтаря.